# Muraminska kiselina
{{chembox-lat
| Verifiedfields = 
| verifiedrevid = 462256044
|  ImageFile = Muramic acid.svg
|  PIN = 2-[3-Amino-2,5-dihidroksi-6-(hidroksimetil)oksan-4-il]oksipropanoinska kiselina
|  SystematicName = 2-{[3-Amino-2,5-dihidroksi-6-(hidroksimetil)oksan-4-il]oksi}propanoinska kiselina
| Section1 = !Identifikacija
|-

| 

| 
- 1114-41-6
- 40525-29-9

|-
| 

| 
- interaktivna slika

|-
| 
| B05203
|-
| Bajlštajn
| 2334586
|-
| 
| 
- CHEBI:7027

|-
| 
| 
- 7992151 α-muraminska kiselina
- 389857 muraminska kiselina (smeša anomera)?
- 394190 β-muraminska kiselina

|-
| 
| 100.012.923
|-
|  broj
| 214-214-9 
|-
| KEGG
| 
- C06470

|-

| 

| 
- 441038 (2R),(3R,4R,5S,6R)
- 12313001 ,(3R,4R,5S,6R)
- 44123550 (2R),(2R,4R,6R)
- 45039974 (2R),
- 433580

|-
| 
|-
| 
|-
|Section2=!Svojstva
|-
| 
| 
|-
| Molarna masa
|   
|-
|Section3=
}}
Muraminska kiselina je forma šećerne kiseline. U pogledu hemijske kompozicije, ona je etar mlečne kiseline i glukozamina. Ona se prirodno javlja kao N-acetil derivat u peptidoglikanima, koji ima mnoštvo bioloških funkcija, na primer ona je komponenta mnogih tipičnih bakterijskih ćelijskih zidova.
Bakterije roda Chlamydiae su neobične po tome što ne sadrže muraminsku kiselinu u svojim ćelijskim zidovima.